# 神戸市立長尾小学校
神戸市立長尾小学校（こうべしりつながおしょうがっこう）は、兵庫県神戸市北区にある市立の小学校。略称は「長尾小」（ながおしょう）。

## 沿革

### 年表
- 1873年（明治6年） - 上津谷村に改歩小学校、宅原村に日新小学校が設立
この改歩小学校は現在における蓮華寺辺りにあったとされる。
- 1884年（明治17年） - 改歩小学校と日新小学校を併合し日歩小学校として開校
日歩（にっぽ）という言葉は旧校舎の裏山に『日歩ヶ丘』として残っており、校歌にも使われている。
日歩ヶ丘には畑・花壇・遊具が設けられ、かつては児童達の野外活動目的のために利用されていた。
- 1887年（明治20年） - 日歩尋常小学校と改称
- 1900年（明治33年） - 道場西尋常小学校と改称
- 1901年（明治34年） - 道場西尋常高等小学校と改称
- 1902年（明治35年）5月 - 道場村より長尾村が分離独立し、長尾尋常高等小学校に改称
- 1908年（明治41年） - 長尾尋常小学校に改称
- 1926年（大正15年） - 校章制定
- 1933年（昭和8年） - 長尾尋常高等小学校に改称
- 1941年（昭和16年） - 長尾国民学校に改称
- 1947年（昭和22年） - 長尾村立長尾小学校に改称
- 1955年（昭和30年） - 長尾村が神戸市に編入され神戸市立長尾小学校と改称
- 1990年（平成2年） - 神戸市立鹿の子台小学校開設準備校に指定
- 1991年（平成3年） - 神戸市立鹿の子台小学校を分離
- 2003年（平成15年） - 初めて上津台の児童数が長尾町の児童数を上回る。
- 2007年（平成19年）4月 - 校舎が上津台に移転。校舎は安藤忠雄が設計した[1]。

### 上津台への移転について
上津台に小学校を新設する案もあったが、長尾町の過疎化や神戸市の財政状況から、校名のみを残し上津台に移転することとなった。使用されなくなった校舎は改築され、隣接していた神戸市立長尾幼稚園が移転している。

## 校章

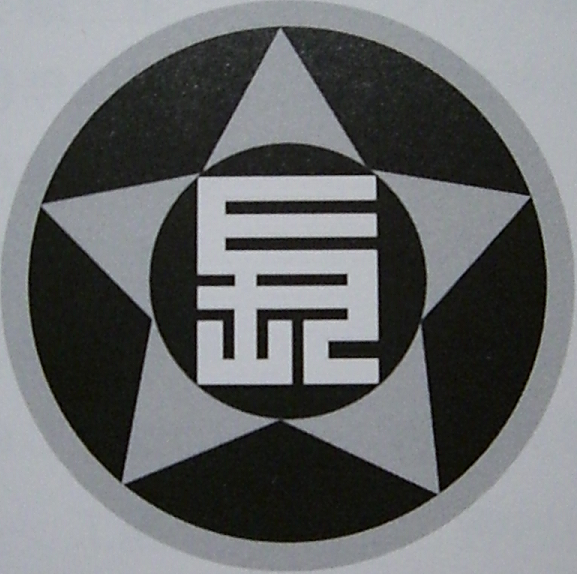
校章

1926年（大正15年）に第8代長尾村村長・坊ケ内安次郎の提案によって制定された。星の形は、当時の長尾村の行政区の岩谷・上上津・下上津・上宅原・下宅原の5地区を表したもので、児童が仲良く勤勉であることや家庭の円満、村民が協力して村を発展させるという意味が込められている。

## 教育目標
- こころ豊かなたくましい長尾の子（2019年度）

## 通学区域
- 神戸市北区
  - 赤松台、上津台、長尾町

## 進学先中学校
- 神戸市立北神戸中学校
- 神戸市立大沢中学校

## 校区内の主な施設
- 神戸市北区役所 長尾連絡所
- 神戸市立長尾幼稚園
- イオンモール神戸北
- 神戸三田プレミアム・アウトレット

## 交通
- 神戸電鉄三田線神鉄道場駅から徒歩約45分
- 神姫バス 67系統「イオンモール神戸北」より徒歩7分

## 通学区域が隣接している学校
- 神戸市立道場小学校
- 神戸市立鹿の子台小学校
- 神戸市立義務教育学校八多学園
- 神戸市立大沢小学校
- 三木市立吉川小学校
- 三田市立学園小学校
- 三田市立富士小学校
- 三田市立弥生小学校
- 三田市立狭間小学校
- 三田市立三田小学校